# بیل کیرشباوم
بیل کیرشباوم (به انگلیسی: Bill Kirschbaum) (زادهٔ ۵ نوامبر ۱۹۰۲) شناگر اهل ایالات متحده آمریکا است.